# شهرستان جفرسون (کلرادو)
شهرستان جفرسون، کلرادو (به انگلیسی: Jefferson County, Colorado) یک سکونتگاه مسکونی در ایالات متحده آمریکا است که در کلرادو واقع شده‌است.

## خصوصیات
شهرستان جفرسون ۲٬۰۰۴٫۶۶ کیلومترمربع مساحت دارد.